# Günching
Günching ist ein Ortsteil der Stadt Velburg im Landkreis Neumarkt in der Oberpfalz.
Im Ort befindet sich die Pfarrkirche Zu Unserer Lieben Frau Mariä Verkündung und das Ultraleichtfluggelände Günching.

## Geographische Lage
Das Pfarrdorf liegt ca. 10 km östlich von Neumarkt und 7 km nordwestlich von Velburg auf dem Oberpfälzer Juraplateau an der Kreisstraße NM 25. Der Ort ist ländlich geprägte, hat aber seinen Charakter durch die zahlreichen Einfamilienhäuser weitgehend verloren. Geographisch liegt die Ortschaft auf dem Oberpfälzer Juraplateau auf 526 m ü. NHN ca. 10 km östlich von Neumarkt in d der Oberpfalz und 2 km westlich des Rasthofes Jura an der Bundesautobahn A3 (Regensburg-Nürnberg). Den höchsten Punkt der nahen Umgebung bildet der Gipfel des am nordwestlichen Ortsrand aufsteigenden Eichelberges mit 579 m ü. NHN Höhe.
Günching war bis 1978 selbstständig Gemeinde und wurde im Rahmen der Gebietsreform aufgelöst und vom Bayerischen Innenministerium gegen den Willen der Ortsbürger der Stadt Velburg zugeordnet.
Derzeit gehört Günching zum Landkreis Neumarkt in der Oberpfalz. Gegenüber der früheren geographischen Lage im Landkreis Parsberg, in der der Ort im äußersten Nord-West-Bereich der Landkreisgrenze seinen Standort hatte, ist die jetzige Zuordnung im Nahraum der Kreisstadt Neumarkt zentraler.
Die Ortschaft Günching verfügt mit den Dörfern Dürn, Krondorf und der beiden Autobahnrasthöfe 'Jura West' und 'Jura Ost' sowie der Höfe Federhof, Hennenhof und Ollertshof etwa 350 Einwohner.

## Verkehr
Durch die Ortschaft Günching verläuft die Kreisstraße NM25. Die Gemarkung selbst wird von der Autobahn A3 (Regensburg-Nürnberg) durchschnitten.
Bedingt durch die günstige Verkehrsanbindung an die Kreisstadt Neumarkt und an den Großstadtnahraum der beiden Städte Nürnberg und Regensburg kann die Verkehrslage als besonders günstig eingestuft werde. So liegt der nächste Autobahnanschluss Neumarkt Ost bei Frickenhofen nur in zwei Kilometer Entfernung.

## Geschichte
Die Gegend um Günching war vermutlich schon zur Bronzezeit besiedelt. Dies belegen Funde von Bronzeschwertern aus Hügelgräbern im Raum Günching auch aus der Hallstatt-Zeit.
Im Jahre 1277 war Günching Sitz eines Adelsgeschlechtes. 1277 wird ein Heinrich von Günching anlässlich einer Schenkung eines Gutes an das Kloster Pielenhofen als Zeuge gehört. 1288 verglichen sich die Söhne Konrads von Ehrenfels, Heinrich und Konrad (II.) von Ehrenfels, nach einer Entscheidung Bischof Heinrichs von Regensburg mit Herzog Ludwig. Bei einem dabei vereinbarten Austausch von Gütern wurde auch Günching erwähnt.
1322 erhielt Ulrich von Günching von Heinrich von Ehrenfels als Lehen zwei Höfe, die Vogtei auf dem Widen und einen Baumgarten zu Günching. In einer Güterbeschreibung des Klosters Kastl um das Jahr 1325 werden ebenfalls Güter in Günching genannt. 1342 überließ ein Ulrich Frickenhofer, Burgmann zu Helfenberg, seine Güter in Günching dem Kloster Seligenporten. 1368 ist ein Günchinger namens Konrad Bürge für Peter von Ehrenfels.
Die Pfarrei Günching gehörte bis zur Verpfändung der Herrschaft Helfenberg 1372/73 an den Pfalzgrafen Ruprecht zum Bereich der Ehrenfelser. In deren Besitz dürfte die Pfarrei zugleich mit der Verleihung der Herrschaft Helfenberg durch Bischof Siegfried von Regensburg an Konrad von Hohenfels im Jahre 1232 gelangt sein.
In einem Kaufbrief vom 23. Mai 1379 werden Ulrich von Günching und Wernher Pauer von Helfenberg genannt. Diese verkaufen Diepolden Rochsleder von Castl und Volckleins, des Bernhardts weiland Burgers zu Amberg Khinden Johansen, Erharden und Adelhaiten Purgern daselbsten, Seybotten, des Stuchsen Enichlein und allen iren Erben ire zwei Teil des Hofs zu Reuthoff, daruf der Schaller gesessen, mit allen dem, was darzugehört. Eine Hube zu Günching erscheint 1425 als bayerisches Lehen im Besitz Heinrich Mendorfers. Das Amberger Bürgergeschlecht der Wernstainer (oder Bernstainer) besaß 1430 eine Hube und zwei Sölden zu Günching. Auch das Kloster Pielenhofen besaß in Günching einen Hof, über den 1440 ein Erbbrief ausgestellt wurde.
Im Jahre 1540 wurde in Günching die Reformation eingeführt. Während der Regierungszeit des Kurfürsten Ottheinrich (1556–1559) wurden dann die helfenhergischen Pfarreien lutherisch, später unter dessen Nachfolgern calvinistisch. In dieser Zeit wurde die Filialkirche Deusmauer von Günching getrennt und zur eigenen Pfarrei erhoben. Nach der Rekatholisierung unter Herzog Maximilian I. von Bayern im Jahr 1625 wurde Günching zunächst der Pfarrei Deining, später dann der Pfarrei Lengenfeld unterstellt.
1627 wurde in Günching ein Pfarrhof gebaut, der 1633 im Dreißigjährigen Krieg von den Schweden bereits wieder zerstört wurde. Der Wiederaufbau erfolgte 1644. Im Jahr 1652 kam Günching zur Pfarrei Deining, spätestens 1666 wird in Günching wieder eine eigene Pfarrei errichtet. 1629 erhielt Graf Tilly die Herrschaft Helfenberg. Damit gingen auch die Patronatsrechte in Günching an seine Familie über. 1746 gelangten die Patronatsrechte an den Freiherren von Hegnenberg, 1794 gelangten diese an den Freiherren von Hegnenberg und 1794 fielen sie mit dem Kauf der Herrschaft Helfenberg an das Kurfürstentum Bayern. Am Ende des Alten Reiches, um 1800, bestand Günching aus 25 Anwesen, wobei die größten Anwesen die beiden Halbhöfe der Untertanen Röhl und Stigler waren. Neben der Herrschaft Helfenberg besaß noch die Hofmark Lintach einen Halbhof in Günching, auf dem der Untertan Auer saß, außerdem zwei kleinere Anwesen.
In den Jahren 1713 bzw. 1716 bis 1720 wurde in Günching die Pfarrkirche Zu unserer Lieben Frau Maria Verkündigung erbaut. Für eine Vorgängerkirche spricht eine mittelalterliche Choranlage. Cosmas Damian Asam malte die Deckenfresken mit Szenen aus dem Leben Christi. Von Cosmas Damian Asam stammt auch das Hochaltarblatt, das die Verkündigung an Maria zeigt. Im Jahr 1728 wurde die Arme-Seelen-Kapelle errichtet, die sich als achteckiger Raum an das Kirchengebäude anschließt.
Im Königreich Bayern wurden nach einer Verordnung vom 13. Mai 1808 Steuerdistrikte gebildet; Günching wurde im Landgericht Parsberg ein eigener Steuerdistrikt, dem die Ortschaften Günching, Krondorf, Dürn, Federhof, Hennenhof und Ollertshof zugeteilt wurden. Mit dem zweiten Gemeindeedikt von 1818 entstand daraus mit unverändertem Ortsbestand die Ruralgemeinde Günching. Ab 1. Juni 1862 gehörte Günching zum neu gegründeten Bezirksamt Velburg. Die Gemeinde wurde im Zuge der Gemeindegebietsreform am 1. Mai 1978 nach Velburg eingegliedert.

### Einwohnerzahlen
Der Ort Günching hatte
- 1867 200 Einwohner, 59 Gebäude, 1 Kirche, 1 Schule,[12]
- 1871 209 Einwohner, 84 Gebäude, 1873 einen Großviehbestand von 4 Pferden und 185 Stück Rindvieh,[13]
- 1900 227 Einwohner, 38 Wohngebäude,[14]
- 1925 218 Einwohner, 36 Wohngebäude,[15]
- 1950 226 Einwohner, 39 Wohngebäude,[16]
- 1987 235 Einwohner, 55 Wohngebäude mit insgesamt 60 Wohnungen.[17]

### Baudenkmäler
Siehe Liste der Baudenkmäler in Velburg#Günching